# Категорія (математика)

Це приклад категорії із колекцією об'єктів A, B, C і колекцією морфізмів, що позначена f, g, g ∘ f, а петлі є стрілками тотожності.

Категорія у математиці — це алгебраїчна структура подібна до групи, але від якої не вимагається властивість обернення або замикання. Вона містить «об'єкти», що сполучаються «стрілками». Категорія має дві основні властивості: можливість компонувати стрілки асоціативним чином і існування стрілки тотожності для кожного об'єкта. Простим прикладом категорії для множин, об'єктами якої є множини, а стрілки позначають функції.
Теорія категорій — це гілка математики, яка досліджує і узагальнює усю математику в термінах категорій, незалежно від того що собою представляють стрілки. Практично кожну галузь сучасної математики можна описати в термінах категорій, і часто це дозволяє виявити глибокі закономірності і подібність між, з першого погляду різними, галузями математики. Як така, теорія категорій утворює в математиці альтернативну основу для теорії множин та інших аксіоматично побудованих основ. В загальному випадку, об'єкти і стрілки можуть бути будь-якими абстрактними поняттями, і така нотація категорій дозволяє мати фундаментальний абстрактний спосіб описати математичні сутності і їх зв'язки.
Крім математики, теорія категорій використовується для формалізації багато інших систем в комп'ютерних науках, наприклад для описання семантики мов програмування.
Дві категорії є однаковими якщо вони мають однакову колекцію об'єктів, однакову колекцію стрілок, і однаковий асоціативний метод утворення будь-якої пари стрілок. Дві різні категорії також можуть бути «еквівалентними» в рамках теорії категорій, навіть якщо вони не мають точно однакової структури.
Існує ряд добре відомих категорій, які можуть мати загальні назви і скорочення описанні жирним шрифтом: наприклад Set — категорія множин і функцій; Ring — категорія кілець і їх гомоморфізмів; і Top — категорія топологічних просторів і неперервних відображень. Всі наведені категорії мають тотожне відображення, що є стрілкою тотожності і композицію, що є асоціативною операцією над стрілками.
Будь-який моноїд можна розуміти як особливий вид категорій (з одним єдиним об'єктом чиї самоморфізми представлені елементами моноїда), що може мати будь-який передпорядок.

## Історія
Теорія категорій вперше з'явилася в статі під назвою «General Theory of Natural Equivalences», написаній Самуелем Ейленбергом та Сандерсом мак Лейном в 1945.

## Визначення
Існує декілька еквівалентних визначень поняття категорії. Одним із найчастіше вживаних визначень є наступне. Категорія C складається з
- класу об'єктів ob(C)
- класу hom(C) морфізмів, або стрілок, або функцій відображення, між об'єктами. Кожен морфізм f має вхідний об'єкт a і вихідний об'єкт b де a і b знаходяться в класі ob(C). Прийнято записувати f: a → b, що озвучують як, те що «f є морфізмом із a у b». Прийнято записувати hom(a, b) (або homC(a, b) якщо може бути неоднозначність щодо того, до якої категорії відноситься hom(a, b)) аби позначити hom-class всіх морфізмів із a у b. (Деякі автори позначають як Mor(a, b) або просто C(a, b).)
- для будь-яких трьох об'єктів a, b і c, бінарна операція hom(a, b) × hom(b, c) → hom(a, c) називається композицією морфізмів; композиція із f : a → b і g : b → c буде записуватися як g ∘ f або gf.

такі, для яких виконуються наступні аксіоми:
- (Асоціативність) якщо f : a → b, g : b → c і h : c → d тоді h ∘ (g ∘ f) = (h ∘ g) ∘ f, і
- (Тотожність) для кожного об'єкту x, існує морфізм 1x : x → x (іноді позначають як idx), що називається морфізмом тотожності для x, такий що для кожного морфізму f : a → x і кожного морфізму g : x → b, ми матимемо 1x ∘ f = f і g ∘ 1x = g.

## Великі і малі категорії
Категорія C називається малою, якщо ob(C) і hom(C) насправді є множинами, а не класами, а великі навпаки.